# Diplonevra nigroscutellata
Diplonevra nigroscutellata är en tvåvingeart som först beskrevs av Malloch 1925.  Diplonevra nigroscutellata ingår i släktet Diplonevra och familjen puckelflugor. Inga underarter finns listade i Catalogue of Life.